# Royaume de Capsus
430–535
Entités suivantes :
- Royaume des Aurès

Le royaume de Capsus est un ancien  royaume romano-berbère d'Afrique du Nord, centré autour de sa capitale, Capsa,,. Il a été fondé à la suite de l'effondrement de la domination romaine en Afrique du Nord, correspondant à l'arrivée des vandales et à l'établissement du royaume vandalique dans les années 440-470. Les langues courantes étaient le berbère et le latin africain.